# Верхний Бугзас
Верхний Бугзас — посёлок в Таштагольском районе Кемеровской области. Входит в состав Усть-Кабырзинского сельского поселения.

## География
Центральная часть населённого пункта расположена на высоте 553 метров над уровнем моря.

## Население
По данным Всероссийской переписи населения 2010 года, в посёлке Верхний Бугзас проживает 38 человек (27 мужчин, 11 женщина).